# Базальт (предприятие)
Акционерное общество «Научно-производственное объединение „Базальт“» (АО «НПО „Базальт“») — головное оборонное предприятие в Российской Федерации по созданию и поставкам вооружения и боеприпасов для сухопутных войск, военно-воздушных сил и военно-морского флота. Входит в состав госкорпорации «Ростех».
Помимо основного подразделения в Москве, включает научно-производственное подразделение в Красноармейске Московской области, производственные подразделения в Туле и Нерехте Костромской области.
Из-за войны на Донбассе и вторжения России на Украину, предприятие находится под международными санкциями всех стран Евросоюза, США, и других стран.

## История
АО «НПО «Базальт» — одна из старейших оборонных организаций России, свою историю предприятие начинает с 1916 года, приказом заместителя Верховного главнокомандующего Вооружёнными силами Российской империи генерала Алексеева. Как самостоятельное конструкторское бюро ведет с 21 апреля 1938 года. Созданное во исполнение Постановления Комитета обороны при Совете Народных Комиссаров Союза ССР Государственное союзное конструкторское бюро № 47 (ГСКБ-47) было призвано обеспечить быструю и качественную отработку авиационно-бомбовых боеприпасов.
Уже к началу Великой Отечественной войны ГСКБ-47 разработало, сдало на вооружение и освоило в серийном производстве более 80 образцов авиационных бомб различных калибров и назначений, систему минометных выстрелов к гладкоствольным минометам калибров 50, 82, 107 и 120 мм с осколочными и осколочно-фугасными, зажигательными, дымовыми и осветительными минами, а также учебно-практические мины всех четырех калибров.
В годы войны предприятием было создано и модернизировано около 90 образцов авиационных бомбовых средств поражения, было разработано около 30 образцов мин к минометам различных калибров, мины для инженерных войск и партизанских соединений, два образца огнеметов, средства для диверсионной борьбы в тылу противника.
Разработанные в ГСКБ-47 в предвоенные и военные годы боеприпасы обладали высокими боевыми характеристиками, отличались простотой конструкций и технологичностью. Их изготовлением в годы войны были заняты 616 предприятий страны.
За успешное выполнение правительственных заданий по созданию новых видов боеприпасов ГСКБ-47 в апреле 1944 г. одним из первых НИИ и КБ оборонных отраслей было награждено Орденом Ленина, а большая группа конструкторов, техников и рабочих удостоена государственных наград.
В послевоенные годы предприятием разработаны и совместно освоены в серийном производстве на 228 заводах свыше 400 образцов авиабомб, боевых частей ракет, мин, снарядов и средств ближнего боя. Среди них: разовые бомбовые кассеты в различном снаряжении, авиабомбы для применения со сверхзвуковых носителей, объемно-детонирующие и проникающие авиабомбы; ручной противотанковый гранатомет РПГ-7 и выстрелы к нему, эффективно поражающие современную бронетанковую технику; минометные выстрелы и принципиально новые выстрелы повышенного могущества к уникальному 120 мм орудию минометно-артиллерийского комплекса, не имеющему аналогов в мире.
За время своего существования коллектив предприятия создал более 830 образцов боеприпасов, которые были приняты на вооружение армии. За успешное выполнение заданий Правительства по созданию новых видов боеприпасов более 600 сотрудников награждены орденами и медалями, 73 стали лауреатами Ленинской и Государственной премий; ряд сотрудников получили премии Совета Министров СССР в области науки и техники, премии Правительства РФ, премии Ленинского Комсомола.
В соответствии с Указом Президента Российской Федерации от 10 июля 2008 г. № 1052 ФГУП «ГНПП „Базальт“» вошло в состав госкорпорации «Ростех».
В июле 2014 года предприятие было включено в санкционный список США.
С 2015 года организация носит название: акционерное общество «Научно-производственное объединение «Базальт».

## Руководители
- Порхачев Николай Владимирович (май 2023 — по настоящее время)
- Жуйков Сергей Викторович (2022 — май 2023)
- Каширских Андрей Васильевич (2019—2022)
- Порхачев Владимир Анатольевич (июнь 2012 года — ноябрь 2019)
- Рыбас Александр Леонидович (2009 — июнь 2012)[5]
- Кореньков Владимир Владимирович (2000 — май 2009)
- Обухов Анатолий Степанович (1982—2000)
- Каверин Олег Константинович
- Руказенков Дмитрий Дмитриевич
- Купчихин Алексей Иванович
- Бунин Сергей Алексеевич
- Бураков Петр Герасимович
- Кулаков Николай Тимофеевич

## Направления деятельности
- Авиационное бомбовое вооружение
  - фугасные и осколочно-фугасные авиационные бомбы
  - бетонобойныe бомбы
  - объемно-детонирующие бомбы
  - зажигательные авиабомбы и баки
  - средства идентификации, обозначения и поражения подводных лодок
  - вспомогательные, специальные и учебные бомбы
  - малогабаритные мишени
- Средства ближнего боя
  - гранатомётные комплексы
  - ручные гранаты
- Минометно-снарядное вооружение
  - минометные выстрелы
  - снаряды к артиллерийским орудиям
- Морские противодиверсионные гранатометы
- Авиационное средство пожаротушения АСП-500